# 1957 год в музыке

## События
- 6 июля — Джон Леннон и Пол Маккартни (The Beatles) впервые встречаются в Ливерпуле, Англия.

## Выпущенные альбомы
- Ray Charles (Рей Чарльз)
- Loving You (Элвис Пресли)
- Elvis' Christmas Album (Элвис Пресли)
- The Duke Ellington Songbook (Элла Фицджеральд)
- Like Someone in Love (Элла Фицджеральд)
- Ella and Louis Again (Луи Армстронг)
- Louis Armstrong Meets Oscar Peterson (Луи Армстронг)
- Louis and the Good Book (Луи Армстронг)
- A Jolly Christmas from Frank Sinatra (Фрэнк Синатра)
- A Swingin' Affair! (Фрэнк Синатра)
- Close to You and More (Фрэнк Синатра)
- Where are You (Фрэнк Синатра)
- After School Session (Чак Берри)
- Bravos du Music-Hall (Шарль Азнавур)

## Лучшие песни года(ритм-энд-блюз, рок-н-ролл)
- «That’ll Be the Day» (Бадди Холли)
- «Whole Lotta Shakin' Going On» (Джерри Ли Льюис)
- «Jailhouse Rock» (Элвис Пресли)
- «Great Balls of Fire» (Джерри Ли Льюис)
- «Not Fade Away» (Бадди Холли)
- «You Send Me» (Сэм Кук)
- «Rock and Roll Music» (Чак Берри)
- «Who Do You Love?» (Бо Дидли)

## Продажи
- Самый продаваемый сингл в США (Billboard Hot 100) — «All Shook Up» (Элвис Пресли)
- Самый продаваемый сингл в Великобритании — «Diana» (Пол Анка)
- Самая продаваемая пластинка в СССР — «Подмосковные вечера» (Владимир Трошин)

## Родились

### Январь
- 1 января — Александр Чистяков (ум. 2019) — советский и российский пародист и певец
- 22 января — Дмитрий Бузылёв (ум. 2018) — советский и российский актёр, поэт, композитор и сценарист

### Февраль
- 27 февраля — Алексей Лысиков (ум. 2016) — российский музыкант и автор-исполнитель

### Март
- 5 марта — Марк Смит (ум. 2018) — британский певец, музыкант и автор песен, лидер группы The Fall
- 12 марта — Марлон Джексон — американский певец, музыкант, танцор и продюсер, участник группы The Jackson 5
- 13 марта — Дэниел Лихт (ум. 2017) — американский музыкант и композитор
- 21 марта — Хейдн Гуинн (ум. 2023) — британская актриса и певица

### Апрель
- 2 апреля — Джон Лафия (ум. 2020) — американский сценарист, режиссёр, продюсер и музыкант
- 14 апреля — Михаил Плетнёв — советский и российский пианист, композитор и дирижёр
- 17 апреля — Afrika Bambaataa — американский диджей, певец, автор песен и музыкальный продюсер
- 24 апреля — Борис Уильямс[англ.] — британский музыкант французского происхождения, барабанщик группы The Cure

### Май
- 10 мая — Сид Вишес (ум. 1979) — британский музыкант, басист группы Sex Pistols
- 14 мая — Даниэла Десси (ум. 2016) — итальянская оперная певица (лирико-драматическое сопрано)
- 16 мая — Юрий Шевчук — советский и российский рок-музыкант, певец, автор песен, основатель и лидер группы «ДДТ»

### Июнь
- 13 июня — Эсенбу Нурманбетова (ум. 2019) — советская и киргизская оперная певица (сопрано) и педагог

### Июль
- 17 июля — Брюс Крамп[англ.] (ум. 2015) — американский музыкант, барабанщик группы Molly Hatchet
- 18 июля — Кит Левен (ум. 2022) — британский рок-музыкант и музыкальный продюсер, основатель и гитарист группы Public Image Ltd

### Август
- 22 августа — Холли Данн (ум. 2016) — американская кантри-певица и художница
- 29 августа — Гжегож Цеховский (ум. 2001) — польский композитор, музыкант и певец, основатель и лидер группы Republika
- 31 августа — Джина Шок[англ.] — американская певица и музыкант, барабанщица группы The Go-Go’s

### Октябрь
- 27 октября — Нильда Фернандес (ум. 2019) — французский шансонье испанского происхождения
- 28 октября — Ахмет Кая (ум. 2000) — турецкий поэт, музыкант и автор песен

### Ноябрь
- 6 ноября — Марина Ворожцова (ум. 2023) — советская и российская флейтистка
- 8 ноября — Перл Томпсон[англ.] — британский музыкант, гитарист группы The Cure
- 19 ноября — Офра Хаза (ум. 2000) — израильская певица и актриса

### Декабрь
- 8 декабря — Фил Коллен — британский музыкант, гитарист группы Def Leppard
- 19 декабря — Герман Виноградов (ум. 2022) — советский и российский художник, поэт и музыкант
- 24 декабря — Ричард Коуэн[англ.] (ум. 2015) — американский оперный певец (баритон)
- 25 декабря — Шейн Макгоуэн (ум. 2023) — ирландский музыкант и автор песен, вокалист группы The Pogues
- 31 декабря — Нина Кокорева (ум. 2020) — советская и российская поэтесса-песенница

## Скончались
- 6 марта — Николай Бакалейников (75) — русский и советский флейтист и композитор
- 17 мая — Шалва Азмайпарашвили (54) — советский дирижёр и композитор
- 21 мая — Александр Вертинский (68) — русский и советский эстрадный артист, киноактёр, композитор, поэт и певец
- 6 июня — Куляш Байсеитова (45) — советская казахская оперная певица (лирико-колоратурное сопрано) и актриса
- 4 августа — Пальмира Бёйст (81) — бельгийская пианистка, музыкальный педагог и композитор
- 1 сентября — Деннис Брейн (36) — британский валторнист
- 16 октября — Ральф Бенацки (73) — австрийский композитор чешского происхождения
- 16 декабря — Иван Тоцкий (61) — украинский советский оперный певец (бас-кантанте)
- 26 декабря — Артур Малявский (53) — польский композитор, скрипач, дирижёр и педагог.
- без точной даты
  - Хесус Мария Акунья (77/78) — мексиканский дирижёр, пианист и композитор
  - Дмитрий Аристов (77/78) — русский дирижёр, композитор и регент церковного хора